# O Grande Gatsby (romance)
O Grande Gatsby (The Great Gatsby) é um romance escrito pelo autor americano F. Scott Fitzgerald. Publicado pela primeira vez em 10 de abril de 1925, a história passa-se em Nova Iorque e na cidade de Long Island durante o verão de 1922, e é uma crítica ao "Sonho Americano".
O romance relata o caos da Primeira Guerra Mundial. A sociedade americana vive um nível sem precedentes de prosperidade durante a década de 1920, assim como a sua economia. Ao mesmo tempo, a proibição de produção e consumo de bebidas alcoólicas, ordenada pelo 18° aditamento, fez grande número de milionários fora do circuito de venda de mercadorias e provocou um aumento do crime organizado. Embora Fitzgerald, assim como Nick Carraway no seu romance, idolatre os ricos e o glamour da época, ele não se conformava com o materialismo sem limites e a falta de moral, que traziam consigo uma certa decadência.
O Grande Gatsby não se popularizou logo na sua primeira edição, vendendo menos de 25.000 cópias durante os 15 anos restantes da vida de seu autor. Embora o livro tenha sido adaptado para uma peça da Broadway, e um filme de Hollywood, após um ano de publicação, ele foi esquecido durante a Crise de 1929, e a Segunda Guerra Mundial. Mais tarde, em 1945 e 1953, foi republicado e difundiu-se rapidamente ao encontrar um grande número de leitores, e agora a obra é frequentemente considerada como um grande romance americano e um clássico literário. Atualmente O Grande Gatsby tornou-se o texto padrão em todas as escolas superiores e universidades em todo o mundo que estudam a literatura dos Estados Unidos.
A obra está classificada em segundo lugar na lista dos 100 melhores romances do século XX da editora Modern Library.

## Resumo
Nick Carraway, um jovem comerciante do Midwest, torna-se amigo de seu vizinho Jay Gatsby, um bilionário conhecido pelas festas animadas que dava na sua mansão em Long Island. A fortuna de Gatsby é motivo de rumores; nenhum dos convidados que Nick conhece na festa de Gatsby sabe muito bem sobre o passado do anfitrião. Nick também visita Tom Buchanan, um antigo atleta universitário abastado, e sua mulher Daisy, que é prima de Nick.
Gatsby é famoso pelas festas, realizadas na sua mansão em West Egg. Todos os sábados, centenas de pessoas dirigem-se à casa de Gatsby para as alegres festas. Nick em seguida já se encontra na cena das festas, embora ele afirme que despreza inteiramente entretenimentos sem cultura. Mais tarde, Nick descobre que o milionário só mantinha estas festas na esperança que Daisy, seu antigo amor, fosse a uma delas por acaso. Ao decorrer do livro nos é apresentado o farol verde que ficava do outro lado do cais, ao qual, Gatsby ficava admirando aquela luz esverdeada, simbolizando a esperança de reencontrar Daisy e reviverem juntos os anos de glória que tiveram. Daisy e Gatsby começam a ter um caso após um encontro arranjado através de Nick, a pedido de Gatsby. Enquanto isso, Nick e Jordan (uma personagem introduzida durante a primeira visita de Nick à casa de Tom e Daisy) começam um relacionamento, que Nick já prediz que será apenas superficial.
Eventualmente, numa cena explosiva no hotel em Manhattan, Tom percebe o amor de Gatsby por Daisy e alega que Gatsby é um gângster. Tom diz que esteve pesquisando sobre o milionário e expressa o seu ódio por ele através de acusações de prática de atividades ilegais. Durante esta cena, Gatsby força Daisy a contar para seu marido que ela nunca o havia amado e, na esperança de apagar os últimos cinco anos de seu casamento, ela simplesmente havia voltado para Gatsby. Daisy diz o que Gatsby lhe pediu para dizer, mas hesitantemente. Tom, observando inconformado esta ligação entre Daisy e Gatsby, ordena que eles se dirijam juntos de volta para a casa de Tom em Long Island, ridicularizando Gatsby, dizendo que ele não sabe o que pode acontecer entre ele e Daisy. Tom vai para casa com Nick e Jordan.
George Wilson, dono de uma garagem (amigo de Tom) e sua mulher, Myrtle (amante de Tom), também estavam tendo uma discussão. Ela correu para fora de casa e foi atropelada pelo carro de Gatsby, dirigido por Daisy, morrendo instantaneamente. No caminho de volta para casa, Tom, Jordan e Nick veem o acidente de carro. Tom vê que Wilson, um mecânico, finalmente teria algum negócio (eles já estiveram pensando em negociar um carro anteriormente), mas percebera que havia alguma coisa errada. Tom em seguida percebe que sua amada está morta. Durante esta cena, Wilson sai de sua garagem meio insano e em choque e comenta sobre o carro amarelo que teria atropelado Myrtle. Tom leva Wilson para um local privado e lhe conta que o carro amarelo não era seu; que ele estava dirigindo o carro amarelo de Gatsby mais cedo, quando eles estavam indo para o hotel e pararam na garagem de Wilson para encher o tanque. Wilson não parece ouvir, e deste ponto em diante ele é retratado como um personagem insano, louco. Ele passa a noite impaciente andando de lá para cá, murmurando absurdos enquanto seu vizinho pacientemente o observa. Então finalmente liga os fatos de que quem quer que esteja dirigindo o carro deveria ser quem estava tendo um caso com Myrtle e decide encontrar o carro amarelo.
Ele encontra-se na casa de Tom com uma arma e Tom (enquanto arruma a mala para uma viagem com Daisy) dá o nome de Gatsby para Wilson. Enquanto isso, Gatsby está nadando em sua piscina oprimido pela depressão (da perda de sua amada), pensando que Daisy não o ama mais. Enquanto ele ainda espera uma ligação dela, Wilson vem e atira em Gatsby. E depois comete suicídio no gramado, não muito longe.
Com Gatsby morto, Nick tenta encontrar pessoas para irem ao seu funeral e somente descobre que ninguém de seus parceiros de negócios estaria lá para lamentar por ele. Finalmente, Mr. Gatz, pai do falecido (Gatsby deu para si mesmo um novo nome quando saiu de casa) veio para o funeral, aparentemente ainda preso ao passado. Ele mostrou para Nick uma fotografia bem desgastada da casa de Gatsby e um livro que Gatsby escreveu quando ainda era criança.
Apenas três pessoas foram ao funeral de Gatsby - Nick, Mr. Gatz, e "Owl Eyes" (olhos de coruja), um homem que certa vez Nick encontrou, em uma festa do Gatsby, admirando a grande biblioteca da mansão. Depois da permanentemente difícil conexão entre ele e Jordan, Tom, e Daisy, Nick deixou Nova Iorque e foi embora para o Centro-Oeste.

## Adaptações para o cinema
- The Great Gatsby (1926), filme mudo com Warner Baxter e Louis Wilson
- The Great Gatsby (1949), com Alan Ladd e Betty Field
- O Grande Gatsby (1974), com Robert Redford e Mia Farrow
- The Great Gatsby (2000), filme para a tv com Toby Stephens e Mira Sorvino
- O Grande Gatsby (2013), com  Leonardo DiCaprio e Carey Mulligan